# Osteria Nuova (Roma)
Osteria Nuova è una frazione di Roma Capitale (zona "O" 2), situata in zona Z. LII Cesano, nel territorio del XV Municipio (ex Municipio Roma XX).
Sorge sul lato nord della via Braccianense, al bivio con la via Anguillarese.

## Architetture religiose

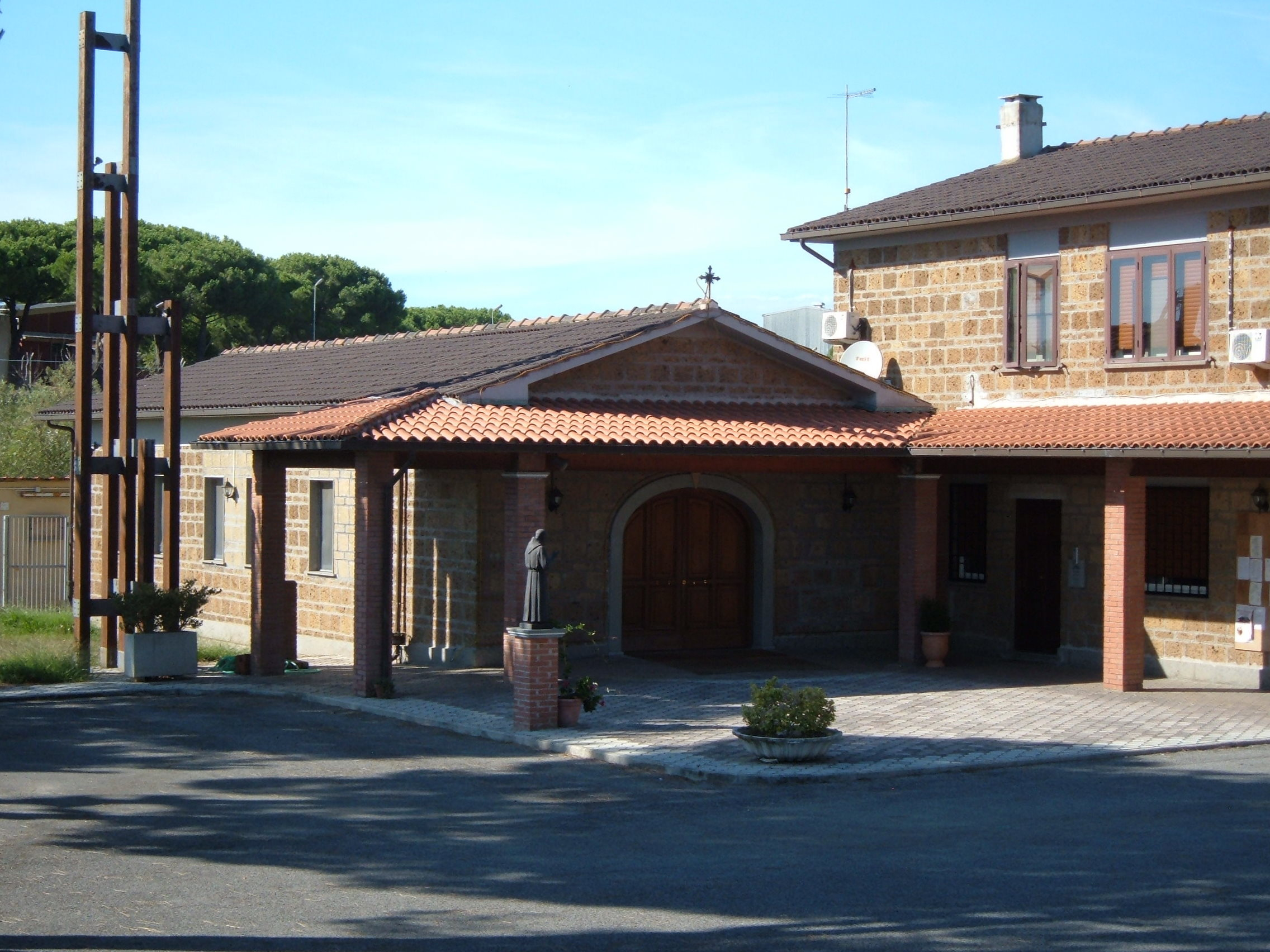
La chiesa di Sant'Andrea apostolo

- Chiesa di Sant'Andrea Apostolo, su via Lamon. 42.03665°N 12.305562°E

## Odonimia
Le strade di Osteria Nuova sono principalmente dedicate ad alcuni comuni del Veneto.